# Sjezd Komunistické strany Číny
Sjezd Komunistické strany Číny čínsky v českém přepisu Čung-kuo kung-čchan-tang čchüan-kuo taj-piao ta-chuej, pchin-jinem Zhōngguó Gòngchǎndǎng quánguó dàibiǎo dàhuì, znaky zjednodušené 中国共产党全国代表大会 je celočínské shromáždění delegátů stranických organizací pořádané každých pět let, které je nejvyšším orgánem Komunistické strany Číny. Pořádán je ve Velkém sále lidu v Pekingu. 
Delegáti sjezdu jsou voleni na provinčních stranických konferencích, proces jejich výběru začíná návrhy základních organizací. Sjezd přijímá a mění stanovy a program strany, přijímá zprávy o činnosti od minulého sjezdu od ústředního výboru (zejména hlavní politickou zprávu) a ústřední komise pro kontrolu disciplíny, volí oba zmíněné orgány a generálního tajemníka (který stojí v čele strany) na další funkční období. Na závěr sjezdu pak ústřední výbor volí užší vedení strany – politbyro, stálý výbor politbyra, sekretariát a ústřední vojenskou komisi; ústřední komise pro kontrolu disciplíny volí (a ústřední výbor potvrzuje) své vedení – tajemníka, jeho zástupce a členy stálého výboru.
Podle aktuálně platných stanov strany se sjezd schází každých pět let, může být svolán i dříve z rozhodnutí ústředního výboru, nebo na žádost nejméně třetiny organizací provinční úrovně. První sjezd, na němž byla strana založena, proběhl roku 1921, zatím poslední, devatenáctý, v říjnu 2017. 
Od XII. sjezdu v září 1982 probíhají sjezdy vždy po pěti letech na podzim, v říjnu nebo listopadu. Vzhledem k volbě vedení komunistické strany na sjezdu a následné volbě představitelů státu na následujícího roku (roku 1983 v červnu, počínaje rokem 1988 v březnu) je sjezd zásadní politickou událostí Číny, která určuje jak směr politiky, tak personální složení vedení země na následujících pětiletí.

## Seznam sjezdů
| Sjezd        | Místo               | Trvání                                   | Delegátů s hlasem rozhodujícím /poradním +speciálních | Zvoleno             | Zvoleno                                | Politickou zprávu přednesl | Členů strany |
| Sjezd        | Místo               | Trvání                                   | Delegátů s hlasem rozhodujícím /poradním +speciálních | členů/ kandidátů ÚV | členů kontrolní a disciplinární komise | Politickou zprávu přednesl | Členů strany |
| ------------ | ------------------- | ---------------------------------------- | ----------------------------------------------------- | ------------------- | -------------------------------------- | -------------------------- | ------------ |
| I. sjezd     | Šanghaj, Ťia-sing   | 23. – 31. července 1921                  | 13                                                    | 3                   | —                                      | Čchen Tu-siou              | přes 50      |
| II. sjezd    | Šanghaj             | 16. – 23. července 1922                  | 12                                                    | 5/3                 | —                                      | Čchen Tu-siou              | 195          |
| III. sjezd   | Kanton              | 12. – 20. června 1923                    | ~30                                                   | 9/5                 | —                                      | Čchen Tu-siou              | 420          |
| IV. sjezd    | Šanghaj             | 11. – 22. ledna 1925                     | 20                                                    | 9/5                 | —                                      | Čchen Tu-siou              | 994          |
| V. sjezd     | Wu-chan             | 27. dubna – 9. května 1927               | ~80                                                   | 31/14               | —                                      | Čchen Tu-siou              | 57 967       |
| VI. sjezd    | Nikolskoje u Moskvy | 18. června – 11. července 1928           | 84/34                                                 | 23/13               | —                                      | Čchü Čchiou-paj            | 130 194      |
| VII. sjezd   | Jen-an              | 23. dubna – 11. června 1945              | 544/208                                               | 44/33               | —                                      | Mao Ce-tung                | 1 210 000    |
| VIII. sjezd  | Peking              | 15. – 27. září 1956 5. – 23. května 1958 | 1026/86                                               | 97/73               | —                                      | Liou Šao-čchi              | 10 730 000   |
| IX. sjezd    | Peking              | 1. – 24. dubna 1969                      | 1512                                                  | 170/109             | —                                      | Lin Piao                   | 22 000 000   |
| X. sjezd     | Peking              | 24. – 28. srpna 1973                     | 1249                                                  | 194/124             | —                                      | Čou En-laj                 | 28 000 000   |
| XI. sjezd    | Peking              | 12. – 18. srpna 1977                     | 1510                                                  | 201/132             | —                                      | Chua Kuo-feng              | 35 000 000   |
| XII. sjezd   | Peking              | 1. – 11. září 1982                       | 1600/149                                              | 210/138             | 132                                    | Chu Jao-pang               | 39 000 000   |
| XIII. sjezd  | Peking              | 25. října –1. listopadu 1987             | 1936 +61                                              | 175/110             | 69                                     | Čao C’-jang                | 46 000 000   |
| XIV. sjezd   | Peking              | 12. – 18. října 1992                     | 1989 +46                                              | 189/130             | 108                                    | Ťiang Ce-min               | 51 000 000   |
| XV. sjezd    | Peking              | 12. – 18. září 1997                      | 2074 +60                                              | 193/151             | 115                                    | Ťiang Ce-min               | 58 000 000   |
| XVI. sjezd   | Peking              | 8. – 14. listopadu 2002                  | 2114 +40                                              | 198/158             | 121                                    | Ťiang Ce-min               | 66 000 000   |
| XVII. sjezd  | Peking              | 15. – 21. října 2007                     | 2217 +57                                              | 204/167             | 127                                    | Chu Ťin-tchao              | 73 363 000   |
| XVIII. sjezd | Peking              | 8. – 14. listopadu 2012                  | 2270 +57                                              | 205/171             | 130                                    | Chu Ťin-tchao              | 82 600 000   |
| XIX. sjezd   | Peking              | 18. – 24. října 2017                     | 2 280 +57                                             | 204/172             | 133                                    | Si Ťin-pching              | 89 000       |
| XX. sjezd    | Peking              | 16. – 22. října 2022                     | 2 296 +83                                             | 205/171             | 133                                    | Si Ťin-pching              | 96 700 000   |